# Llengua vehicular
Llengua vehicular, llengua franca (o lingua franca) és la que utilitzen els parlants de diverses llengües per entendre's entre ells, generalment en una regió determinada. El cas més general de llengua vehicular és el protagonitzat per l'anglès, que actualment és l'única llengua vehicular vàlida per a tot el món.
El sinònim lingua franca, en principi és el nom amb què es coneixia la llengua vehicular emprada a la Mediterrània des del segle xi (i també coneguda com a sabir). Posteriorment, van anar apareixent una multiplicitat de llengües criolles com a instruments de comunicació lligats a l'expansió colonial.
La lingua franca, formada inicialment a partir de l'occità, el català i l'italià, amb aportacions posteriors del castellà, el portuguès, l'àrab, el grec i el turc, era coneguda pels mariners mediterranis incloent-hi els portuguesos. Segons el lingüista Hugo Schuchardt, quan els portuguesos van iniciar les exploracions dels mars d'Àfrica, Amèrica, Àsia i Oceania, van decidir comunicar-se amb als nadius de les terres descobertes barrejant una versió de la lingua franca amb influències del portuguès amb les llengües locals. Quan els vaixells anglesos i francesos començaren a competir amb els portuguesos, les tripulacions provaren d'aprendre aquest «portuguès trencat». A través d'un procés de canvi, les paraules provinents de la lingua franca i del portuguès van ser substituïdes per les de les llengües pròpies dels pobles en contacte. Aquesta teoria explicaria les similituds entre la majoria dels pidgins de base europea i les llengües criolles, com ara el tok pisin, el papiament, el sranang tongo, etc. Aquestes llengües usen formes similars a la paraula occitana sabir per a referir-se al mot saber i a la portuguesa piquenho per a «petit».
Es poden també trobar empremtes de la lingua franca en l'argot actual de l'àrab algerià i en el polari (el polari, de l'italià parlare, era un cant usat pels artistes londinencs de varietats).
Moltes altres llengües han funcionat i funcionen també com a llengua vehicular, com ara el xinès mandarí a l'est d'Àsia, l'hindi, l'urdú o el bengalí a diverses zones de l'Índia, l'arameu i després l'àrab al proper orient, el francès i l'anglès a diverses zones d'Àfrica, el swahili a l'Àfrica oriental, el castellà a l'Amèrica Llatina i a l'estat espanyol, l'alemany a l'Europa central i de l'est, el rus als països sorgits de l'antiga Unió Soviètica, etc.
D'altra banda, existeixen diversos projectes per a establir una nova lingua franca internacional, entre els quals destaca per la seva gran popularitat l'esperanto.